# Chauriat
Chauriat est une commune française située dans le département du Puy-de-Dôme, en région Auvergne-Rhône-Alpes.
Incluse dans l'aire d'attraction de Clermont-Ferrand, elle comptait, au recensement de 2022, 1 779 habitants appelés les Chauriatois et Chauriatoises.

## Géographie

### Localisation
Chauriat est située à l'est de Clermont-Ferrand.
Sept communes sont limitrophes :
|                         | Vertaizon                | Vassel |
| Mezel                   | Chauriat                 | Chas   |
| Saint-Bonnet-lès-Allier | Saint-Georges-sur-Allier | Billom |

### Transports
Le territoire communal est traversé par les routes départementales 4 (reliant Vertaizon au nord à Saint-Georges-sur-Allier au sud) et 81 (reliant Saint-Bonnet-lès-Allier au sud-ouest à Chas à l'est).
La commune est également desservie par la ligne P25 du réseau interurbain du Puy-de-Dôme, géré par le conseil régional d'Auvergne-Rhône-Alpes : Chas ↔ Chauriat ↔ Vertaizon ↔ Clermont-Ferrand.

### Climat
Pour des articles plus généraux, voir Climat d'Auvergne-Rhône-Alpes et Climat du Puy-de-Dôme.
En 2010, le climat de la commune est de type climat océanique dégradé des plaines du Centre et du Nord, selon une étude du Centre national de la recherche scientifique s'appuyant sur une série de données couvrant la période 1971-2000. En 2020, Météo-France publie une typologie des climats de la France métropolitaine dans laquelle la commune est exposée à un climat de montagne ou de marges de montagne et est dans la région climatique  Nord-est du Massif Central, caractérisée par une pluviométrie annuelle de 800 à 1 200 mm, bien répartie dans l’année. 
Pour la période 1971-2000, la température annuelle moyenne est de 10,7 °C, avec une amplitude thermique annuelle de 16,1 °C. Le cumul annuel moyen de précipitations est de 805 mm, avec 9 jours de précipitations en janvier et 7,2 jours en juillet. Pour la période 1991-2020, la température moyenne annuelle observée sur la station météorologique de Météo-France la plus proche, « Fayet-le-Château », sur la commune de Fayet-le-Château à 13 km à vol d'oiseau, est de 11,2 °C et le cumul annuel moyen de précipitations est de 889,9 mm,. Pour l'avenir, les paramètres climatiques de la commune estimés pour 2050 selon différents scénarios d'émission de gaz à effet de serre sont consultables sur un site dédié publié par Météo-France en novembre 2022.

## Urbanisme

### Typologie
Au 1er janvier 2024, Chauriat est catégorisée ceinture urbaine, selon la nouvelle grille communale de densité à sept niveaux définie par l'Insee en 2022.
Elle est située hors unité urbaine. Par ailleurs la commune fait partie de l'aire d'attraction de Clermont-Ferrand, dont elle est une commune de la couronne,. Cette aire, qui regroupe 209 communes, est catégorisée dans les aires de 200 000 à moins de 700 000 habitants,.

### Occupation des sols
L'occupation des sols de la commune, telle qu'elle ressort de la base de données européenne d’occupation biophysique des sols Corine Land Cover (CLC), est marquée par l'importance des territoires agricoles (82,3 % en 2018), en diminution par rapport à 1990 (84,3 %). La répartition détaillée en 2018 est la suivante : terres arables (77,7 %), zones urbanisées (10,3 %), milieux à végétation arbustive et/ou herbacée (7,4 %), zones agricoles hétérogènes (4,6 %). L'évolution de l’occupation des sols de la commune et de ses infrastructures peut être observée sur les différentes représentations cartographiques du territoire : la carte de Cassini (XVIIIe siècle), la carte d'état-major (1820-1866) et les cartes ou photos aériennes de l'IGN pour la période actuelle (1950 à aujourd'hui).

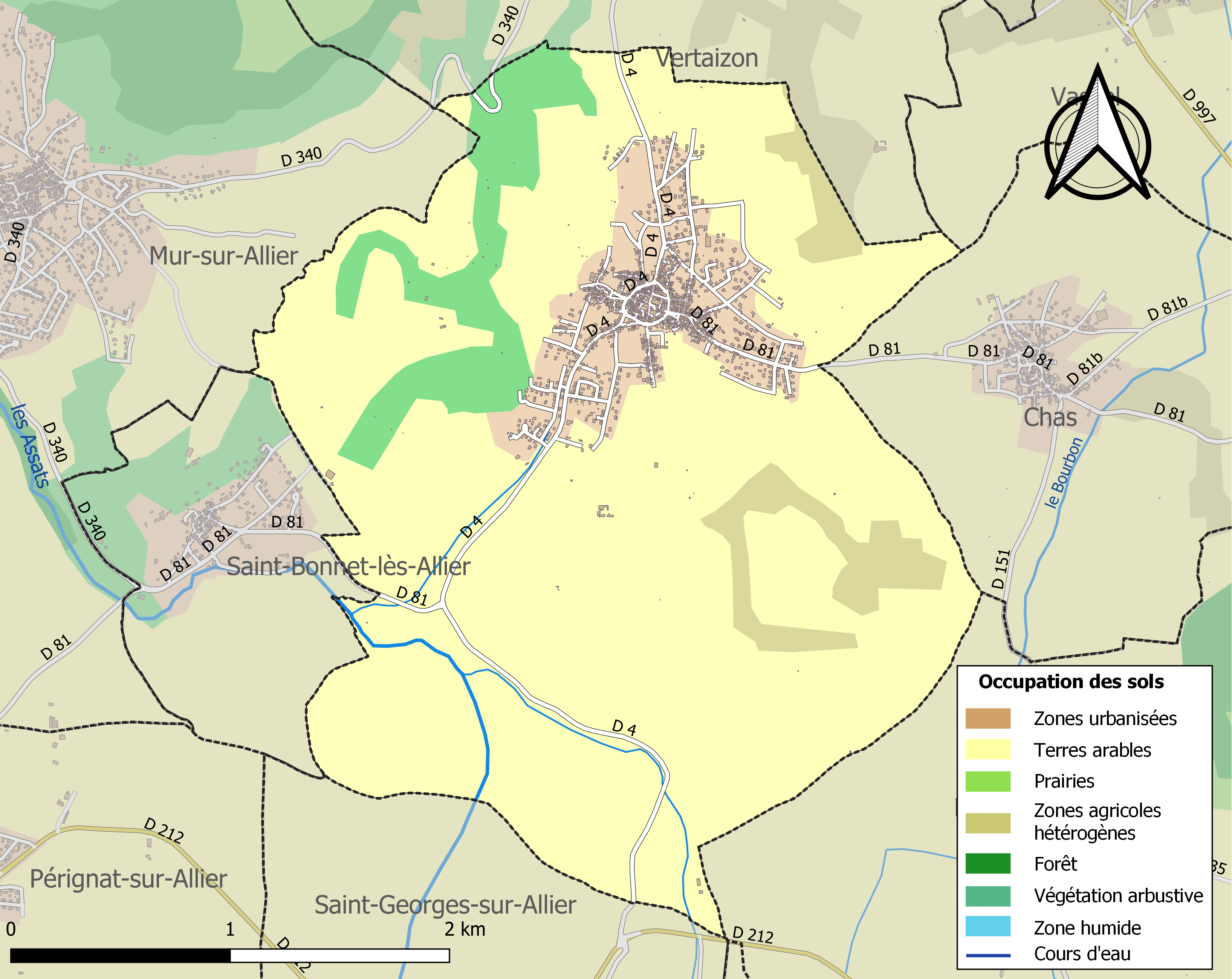
Carte des infrastructures et de l'occupation des sols de la commune en 2018 (CLC).

## Histoire

### Préhistoire
Le petit abri sous roche de la Tour-Fondue se trouve sur le versant sud-ouest du Puy de Pileyre, à moins de 1 km au nord-est de Chauriat. Sondé sous la direction de Jean-François Pasty, il a livré une stratification incluant plusieurs occupations humaines dont du Paléolithique moyen, du Châtelperronien et du Paléolithique supérieur.

## Politique et administration

### Découpage territorial
La commune de Chauriat est membre de la communauté de communes Billom Communauté, un établissement public de coopération intercommunale (EPCI) à fiscalité propre créé le 1er janvier 2017 dont le siège est à Billom. Ce dernier est par ailleurs membre d'autres groupements intercommunaux.
Sur le plan administratif, Chauriat dépendait du district de Billom en 1793 et fut même chef-lieu de canton (Chaurias). De 1801 à 2015, elle dépendait du canton de Vertaison (puis de Vertaizon). Elle est rattachée à l'arrondissement de Clermont-Ferrand (d'abord Clermont), à la circonscription administrative de l'État du Puy-de-Dôme et à la région Auvergne-Rhône-Alpes.
Sur le plan électoral, elle dépend du canton de Billom pour l'élection des conseillers départementaux, depuis le redécoupage cantonal de 2014 entré en vigueur en 2015, et de la quatrième circonscription du Puy-de-Dôme pour les élections législatives, depuis le dernier découpage électoral de 2010.

### Élections municipales et communautaires

#### Élections de 2020
Le conseil municipal de Chauriat, commune de plus de 1 000 habitants, est élu au scrutin proportionnel de liste à deux tours (sans aucune modification possible de la liste), pour un mandat de six ans renouvelable. Compte tenu de la population communale, le nombre de sièges à pourvoir lors des élections municipales de 2020 est de 19. Les dix-neuf conseillers municipaux sont élus au premier tour avec un taux de participation de 40,79 %, et issus d'une liste unique.
Trois sièges sont attribués à la commune au sein du conseil communautaire de la communauté de communes Billom Communauté.

#### Chronologie des maires
| Période                                  | Période                   | Identité                           | Étiquette          | Qualité |
| ---------------------------------------- | ------------------------- | ---------------------------------- | ------------------ | --- |
| Les données manquantes sont à compléter. |                           |                                    |                    | |
| 1800                                     | 1824                      | Joseph Argelier                    |                    | |
| 1824                                     | 1827                      | Jacques-Gilbert Argelier           |                    | |
| 1827                                     | 1842                      | Pierre-Hippolyte Desmalles-Delaire |                    | |
| 1842                                     | 1863                      | Benoît Geneis                      |                    | |
| 1863                                     | 1871                      | Jean Martin                        |                    | |
| 1871                                     | 1872                      | Commission Municipale              |                    | |
| 1872                                     | 1880                      | Jean Martin                        |                    | |
| 1880                                     | 1889                      | Jean Gros                          |                    | |
| 1889                                     | 1900                      | Ferdinand Argelier                 |                    | |
| ...                                      | ...                       | ...                                | ...                | ... |
| avant 1988                               | ?                         | René Farnoux                       |                    | |
| 1989                                     | 1995                      | Jean-Paul Sozedde[réf. nécessaire] | Union de la gauche | |
| avant 1995                               | En cours (au 9 août 2020) | Maurice Deschamps,                 | PS                 | Retraité 1er vice-président de la communauté de communes Mur ès Allier chargé de la vie économique et des finances (2014-2016) |

### Instances judiciaires
Chauriat dépend de la cour d'appel de Riom et des tribunaux judiciaire et de commerce de Clermont-Ferrand.

### Jumelages
- La commune de Chauriat est jumelée avec Sens-de-Bretagne.

## Population et société

### Démographie
Les habitants de Chauriat sont appelés les Chauriatois et Chauriatoises.
L'évolution du nombre d'habitants est connue à travers les recensements de la population effectués dans la commune depuis 1793. Pour les communes de moins de 10 000 habitants, une enquête de recensement portant sur toute la population est réalisée tous les cinq ans, les populations de référence des années intermédiaires étant quant à elles estimées par interpolation ou extrapolation. Pour la commune, le premier recensement exhaustif entrant dans le cadre du nouveau dispositif a été réalisé en 2004.

En 2022, la commune comptait 1 779 habitants, en évolution de +6,78 % par rapport à 2016 (Puy-de-Dôme : +2,1 %, France hors Mayotte : +2,11 %).
| 1793  | 1800  | 1806  | 1821  | 1831  | 1836  | 1841  | 1846  | 1851  |
| ----- | ----- | ----- | ----- | ----- | ----- | ----- | ----- | ----- |
| 1 312 | 1 919 | 1 581 | 1 448 | 1 503 | 1 489 | 1 461 | 1 510 | 1 507 |

| 1856  | 1861  | 1866  | 1872  | 1876  | 1881  | 1886  | 1891  | 1896  |
| ----- | ----- | ----- | ----- | ----- | ----- | ----- | ----- | ----- |
| 1 429 | 1 402 | 1 370 | 1 354 | 1 322 | 1 264 | 1 253 | 1 303 | 1 272 |

| 1901  | 1906  | 1911  | 1921 | 1926 | 1931 | 1936 | 1946 | 1954 |
| ----- | ----- | ----- | ---- | ---- | ---- | ---- | ---- | ---- |
| 1 194 | 1 105 | 1 041 | 847  | 813  | 762  | 724  | 736  | 651  |

| 1962 | 1968 | 1975 | 1982 | 1990  | 1999  | 2004  | 2006  | 2009  |
| ---- | ---- | ---- | ---- | ----- | ----- | ----- | ----- | ----- |
| 728  | 722  | 741  | 830  | 1 020 | 1 136 | 1 399 | 1 463 | 1 546 |

| 2014  | 2019  | 2022  | - | - | - | - | - | - |
| ----- | ----- | ----- | - | - | - | - | - | - |
| 1 641 | 1 699 | 1 779 | - | - | - | - | - | - |

### Enseignement
Chauriat dépend de l'académie de Clermont-Ferrand.
Les élèves commencent leur scolarité à l'école élémentaire publique de la commune. Ils poursuivent au collège de Billom puis au lycée René-Descartes de Cournon-d'Auvergne pour les filières générales et STMG ou aux lycées Lafayette ou Roger-Claustres de Clermont-Ferrand pour la filière STI2D.

## Culture locale et patrimoine

### Lieux et monuments
Plusieurs bâtiments de la commune sont classés ou inscrits à l'inventaire supplémentaire des Monuments historiques :
- l'église Saint-Julien de Chauriat[34], classé monument historique en 1840 ;
- l'ancienne église Sainte-Marie[35], inscrite sur l'inventaire supplémentaire le 17 juillet 1926 ;
- l'hôtel Rudel du Miral[36], actuelle mairie, inscrite à l'inventaire supplémentaire le 3 décembre 2001.

D'autres édifices ne sont pas protégés aux monuments historiques :
- la chapelle Sainte-Marcelle (reconstruite en 1840), enclave chauriatoise sur la commune de Vertaizon ;
- la tour et les portes de l'ancien fort villageois.
- la halle au blé métallique datant de 1899 (en cours d'inscription)
- la Maison du Peuple conçue par l'architecte A. Fustier et inauguré en 1934 (en cours d'inscription)

### Personnalités liées à la commune
- Claude-Antoine Rudel (1719-1807), magistrat, maire de Thiers et doyen de la Convention nationale. Il est originaire de Chauriat et fit construire l'Hôtel Rudel du Miral, actuellement mairie.
- Ralph Stackpole, sculpteur américain né à Williams (État de l'Oregon, États-Unis) le 1er mai 1885, achète une maison[37] à Chauriat en 1952 pour s'installer définitivement avec sa femme, Ginette, originaire de Mezel. Il décède sur place le 10 décembre 1973. Il est l'un des plus grands nom de la sculpture et de la peinture américaine de la première moitié du XXe siècle. Sa sculpture monumentale, Pacifica, fut conçue comme le pendant de la côte ouest à la statue de la Liberté.
- Élisabeth Faure (1906-1964), peintre orientaliste française qui possédait une maison de famille à Chauriat et dont de nombreuses œuvres sont conservées dans la commune.
- Hélène Morange (1905-1972), poétesse contemporaine. Entre 1939 et 1953, elle édite quatre recueils illustrés par les dessins de son mari. À chaque fois, elle est saluée par la critique et reçoit de nombreuses éloges de la part des grands noms de l’époque. Pour son œuvre, elle recevra plusieurs prix dont le Prix Francis Jammes en 1952 qui fera dire à Alexandre Vialatte : « Elle parle à voix basse, elle rêve d’un chant qui « ne serait que chaleur qui reste sur la pierre quand le soleil s’en est allé », « le silence qui s’ouvre doucement quand l’oiseau a fini de chanter ». Elle a raison. Le silence est la voix des grandes choses. Elle touche. » Bien que vivant retirée du milieu intellectuel parisien, elle entretiendra des correspondances importantes avec le philosophe Gaston Bachelard ou les poètes Jean Bouhier, Jean Rousselot, Michel Manoll, Jean-Claude Renard, mais aussi avec les écrivains locaux comme Amélie Murat, Marguerite Soleillant, Pierre Delisle ou Alexandre Vialatte. Elle est très admirative de René-Guy Cadou qu’elle ne pourra malheureusement jamais rencontrer.